# Старо-Оряхово
Ста́ро-Оря́хово (болг. Старо Оряхово) — село в Болгарии. Находится в Варненской области, входит в общину Долни-Чифлик. Ранее носил название Дервиш-Юван; в русскоязычных дореволюционных источниках иногда описывается как Дервиш-Джеван.
Население села составляет 2 794 человека.

## Политическая ситуация
В местном кметстве Старо-Оряхово, в состав которого входит Старо-Оряхово, должность кмета (старосты) исполняет Тома Илиев Гайдаров (Граждане за европейское развитие Болгарии (ГЕРБ)) по результатам выборов правления кметства.
Кмет (мэр) общины Долни-Чифлик — Борислав Николаев Натов (независимый) по результатам выборов в правление общины.